# William Le Baron Jenney
Pour les articles homonymes, voir Le Baron.
William Le Baron Jenney (né le 25 septembre 1832 à Fairhaven, Massachusetts - mort le 14 juin 1907 à Los Angeles, Californie) est un architecte et ingénieur américain.

## Biographie
William Le Baron Jenney grandit au sein d'une famille d'origine anglaise. Il est un ancien élève de l'École Centrale des Arts et Manufactures (École centrale Paris) à Paris de 1853 à 1856. C'est à Paris qu'il découvre les Entretiens de Viollet-le-Duc et il en deviendra un disciple : " les recherches et les trouvailles de Viollet le Duc dépassent tout ce qu’un autre auteur a pu écrire ».
Jenney s'installe à Chicago en 1867. Il participe activement à la reconstruction de la ville après le grand incendie du 8 octobre 1871, il y mit au point les techniques de construction en acier des premiers gratte-ciel de l'École de Chicago.
Il est notamment connu pour être l'architecte du Home Insurance Building à Chicago, considéré comme le premier gratte-ciel de l'histoire de l'architecture.
En 1907, il meurt à Los Angeles à 74 ans. Il est enterré au cimetière de Graceland à Chicago.

## Réalisations
- First Leiter Building, Chicago, 1879 : plancher en bois sur des colonnes en fonte,  piliers en pierre en façades sans rôle structurel et ne portant que leur propre poids.
- Second Leiter Building, Chicago, 1879 : l'un des premiers bâtiments commerciaux construit avec une armature métallique aux États-Unis.
- Home Insurance Building, Chicago, 1885 : base en granit, poutres de fonte, éléments en fer forgé ; poutres en acier à partir du septième étage.
- Manhattan Building, Chicago, 1891 : plus ancien gratte-ciel au monde à utiliser une structure squelettique en acier.
- Ludington Building, Chicago, 1892 : plus ancien bâtiment à charpente d'acier encore existant de la ville de Chicago.